# اشراف نیشابور
اشراف نیشابور (به انگلیسی: The Patricians of  Nishapur) نوشته ریچارد بولیت کتابی ارزشمند و مرجع به زبان انگلیسی است در بررسی موقعیت خاندان‌های علمی و اشرافی حاکم بر نیشابور در قرون میانه، روابط خویشاوندی آنان و مقامات و منصب‌هایی که داشتند. این کتاب را می‌توان تحلیلی ازتاریخ نیشابور نوشته الحاکم دانست. موضوع این کتاب مربوط به تاریخ اجتماعی تمدن اسلامی در قرون میانه است.

## ساختار کتاب
این کتاب در دو بخش کلی و یک ذیل-دنباله، پس گفتار-نوشته شده است. بخش نخست که عنوانش شهر اشرفی(به انگلیسی: The Patrician city)است؛ نیشابور و اشراف و مسئله شافعی‌ها و حنفی‌ها در نیشابور، مسئله تعلیم و تربیت اشراف و روابط ایشان با دولت و پایان عصر اشراف بررسی می‌شود. در بخش دوم به معرفی خاندان‌های اشرافی پرداخته است؛ خاندان‌های مَحمِی، قُشَیری، حَرَشی، بالَوی، ماسَرجسی، بسطامی، صُعلوکی، جُوَینی، صابونی، فُراتی، فورَکی، صفّار، فارسی، شَحّامی، فُراوی، بَحِیری، صاعدی، ناصحی، اسماعیلی، حَسکانی، حَسَنی..
ذیل کتاب درباره مدارس نیشابور و قضات این شهر بحث شده است.

## چاپ
این کتاب مرجع در سال ۱۹۷۲ توسط انتشارات دانشگاه هاروارد، ماساچوست، چاپ شد.